# Bifenthrin
Bifenthrin je syntetický pyrethroid používaný jako insekticid. Působí na nervový systém hmyzu. Mezi výrobky obsahující bifenthrin patří například Talstar, Maxxthor, Capture, Brigade, Bifenthrine, Ortho Home Defense Max, Bifen IT, Bifen L/P, Scotts LawnPro Step 3 nebo (v Česku) ATAK.
Molekula bifenthrinu, pyrethroidu čtvrté generace, byla objevena ve FMC Corporation Pty Ltd. Bifenthrin je téměř nerozpustný ve vodě (rozpustnost 0,1mg/l). Vzhledem k nízké rozpustnosti je bifenthrin velmi perzistentní v půdě (poločas 7 dní až 8 měsíců) a proto je nejdéle reziduálním termiticidem aktuálně registrovaným k prodeji.
Bezpečnostní list výrobku Biflex (obsahujícího bifenthrin) udává prakticky nulovou karcinogenitu. Bifenthrin je vysoce toxický pro ryby, protože podobně jako většina pyrethroidů působí i jako inhibitor ATPázy. Vodní obratlovci jsou na inhibitory ATPázy mnohem citlivější než ti suchozemští, protože jsou velmi závislí na syntéze ATP v žábrách, aby mohli udržovat osmotickou rovnováhu.
Americká agentura EPA kdysi[kdy?] klasifikovala bifenthrin do třídy C (možný lidský karcinogen), nyní[kdy?] již tomu ale tak není. Pravděpodobně se tehdy vycházelo ze starých dat a nedostatku studií.
- USA MSDS
- Australian MSDS
- EPA Studies on Bifenthrin: (2002)

Na základě uvedených posudků EPA shrnuje, že je dostatečná jistota, že obecné populaci (ani dětem) agregovaná expozice reziduím bifenthrinu neškodí.
Bifenthrin byl zahrnut do zákazu biocidů navrženého KEMI a schváleného Evropským parlamentem 13. ledna 2009.

## Použití
Bifenthrin byl schválen pro použití proti mravencům Paratrechina cf. pubens v oblasti Houstonu v Texasu, a to zvláštní „krizovou výjimkou“ texaského ministerstva zemědělství a EPA. Látka je schválena jen pro použití v těch okresech Texasu, kde je „potvrzeno zamoření“ nově objeveným druhem mravenců.